# Municipio de Lewis (Minnesota)
El municipio de Lewis (en inglés, Lewis Township) es un municipio del condado de Mille Lacs, Minnesota, Estados Unidos. Tiene una población estimada, a mediados de 2022, de 47 habitantes.
Abarca una zona exclusivamente rural.

## Geografía
Está ubicado en las coordenadas 46°01′09″N 93°50′54″O / 46.01917, -93.84833 (46.019094, -93.515041). Según la Oficina del Censo de los Estados Unidos, tiene una superficie total de 93.2 km², de la cual 92.4 km² corresponden a tierra firme y 0.8 km² están cubiertos de agua.

## Demografía
Según el censo de 2020, en ese momento había 47 personas residiendo en la zona. La densidad de población era de 0.51 hab./km². El 93.62 % de los habitantes eran blancos, el 2.13 % era asiático, el 2.13 % era de otra raza y el 2.13 % era de una mezcla de razas. Del total de la población, el 4.26 % eran hispanos o latinos de cualquier raza.